# Kalotė (jezero)
Jezero Kalotė, zdrojnice říčky jménem Cypa, se rozkládá na západním okraji vsi Kalotė, 2 km na severovýchod od Giruliů, 9 km na sever od Klaipėdy. Jeho jižní část obklopuje les Kukuliškių miškas. V severní části jsou břehy nízké a bažinaté. Dno je místy pokryto až 6 m vrstvou bahna původem z rostlinných zbytků. Je tu vysoká koncentrace planktonu. Je na území ChKO Pajūrio regioninis parkas (Park Přímořského kraje).

## Fauna
- líni
- plotice
- okouni
- štiky
- labutě[1]
- husy
- různé kachny, čírky...

## Flora
Flora:
- Korálice trojklaná (Corallorhiza trifida)
- Zdrojovka hladkosemenná (Montia fontana)
- Rozrazil břečťanolistý (Veronica hederifolia)
- Zimozel severní (Linnaea borealis)
- Dub zimní (Quercus petraea)

## Jazykové souvislosti
Název Kalotė je v litevštině rodu ženského, číslo jednotné. Existuje domněnka, že název pochází od slova kalas, což je starý, dnes již nepoužívaný název pro sumce, kteří se zde asi dříve vyskytovali.